# Come in uno specchio (romanzo)
Come in uno specchio (Trough a Glass, Darkly), noto in Italia anche come Lo specchio del male, è un romanzo giallo della scrittrice Helen McCloy, nonché la sua opera più nota. Si tratta di un classico giallo soprannaturale nella tradizione di John Dickson Carr, che ruota attorno alla leggenda del Doppelgänger.
La storia è liberamente ispirata a quella di Emilie Sagée, la cui vicenda viene citata all'interno del romanzo. Il titolo invece è una citazione della Prima lettera ai Corinzi di san Paolo. È l'ottavo romanzo con protagonista lo psichiatra newyorchese Basil Willing.

## Trama
Faustina Crayle, giovane insegnante di un istituto per ragazze, viene licenziata senza un preciso motivo dalla preside della scuola. Una collega, Gisela von Hohenems, chiede al suo fidanzato, lo psichiatra Basil Willing di scoprire il motivo per cui la preside della scuola, la signora Lightfoot, non vuole né raccomandare Faustina per un nuovo posto di insegnante, né spiegare in alcun modo i motivi che l’hanno spinta a licenziarla in tronco. Lo psichiatra scopre che diverse alunne e professoresse, tra cui la stessa preside, sostengono di aver visto più volte la signorina Crayle in due posti diversi nello stesso istante. Le dicerie si trasformano in realtà quando la signorina Crayle viene vista commettere un omicidio all'istituto, nonostante in quel momento lei si trovasse da tutt'altra parte. Il dottor Willing dovrà così indagare per evitare che la giovane insegnante cada vittima del suo misterioso doppelgänger.

## Edizioni

### In italiano
- Helen McCloy, Lo specchio del male, traduzione di Marilena Caselli, I Classici del Giallo Mondadori n. 829, 1998.
- Helen McCloy, Come in uno specchio, traduzione di Marilena Caselli, I Bassotti n. 38, edito da Polillo Editore, 2006.